# Acosmeryx formosana
Acosmeryx formosana là một loài bướm đêm thuộc họ Sphingidae. Nó được Matsumura miêu tả năm 1927. Nó là loài đặc hữu của Đài Loan.
Sải cánh dài 67–73 mm.